# Daglezja sina
Daglezja zielona odmiana sina, daglezja sina, jedlica sina (Pseudotsuga menziesii var. glauca Franco) – odmiana daglezji zielonej, drzewa z rodziny sosnowatych. Występuje w Górach Skalistych, gdzie rośnie do 3000 m n.p.m. Od odmiany nominatywnej różni się pokrojem, igłami i szyszkami. Ma także większą odporność na mrozy.

## Morfologia

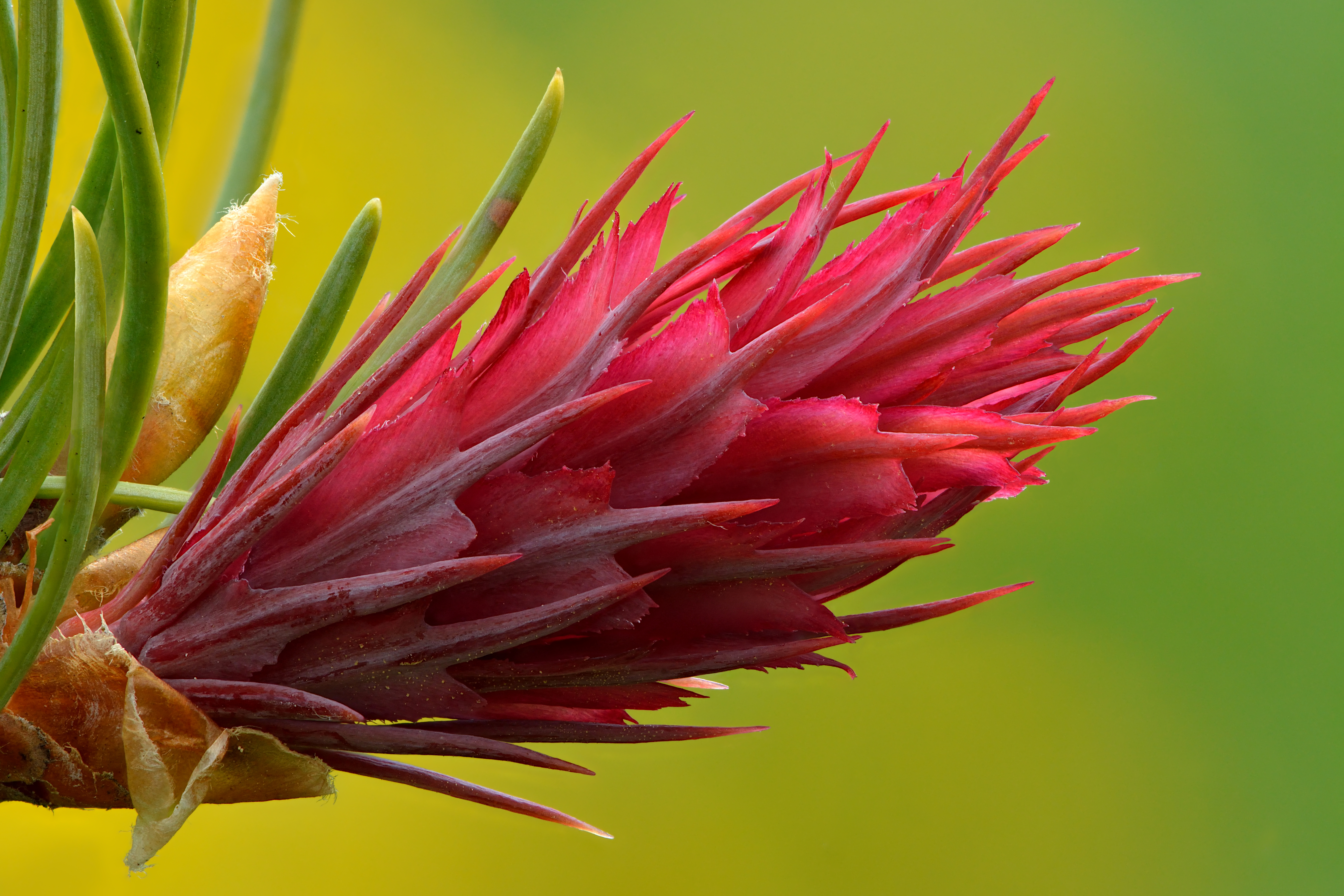
Szyszka z kwiatami żeńskimi

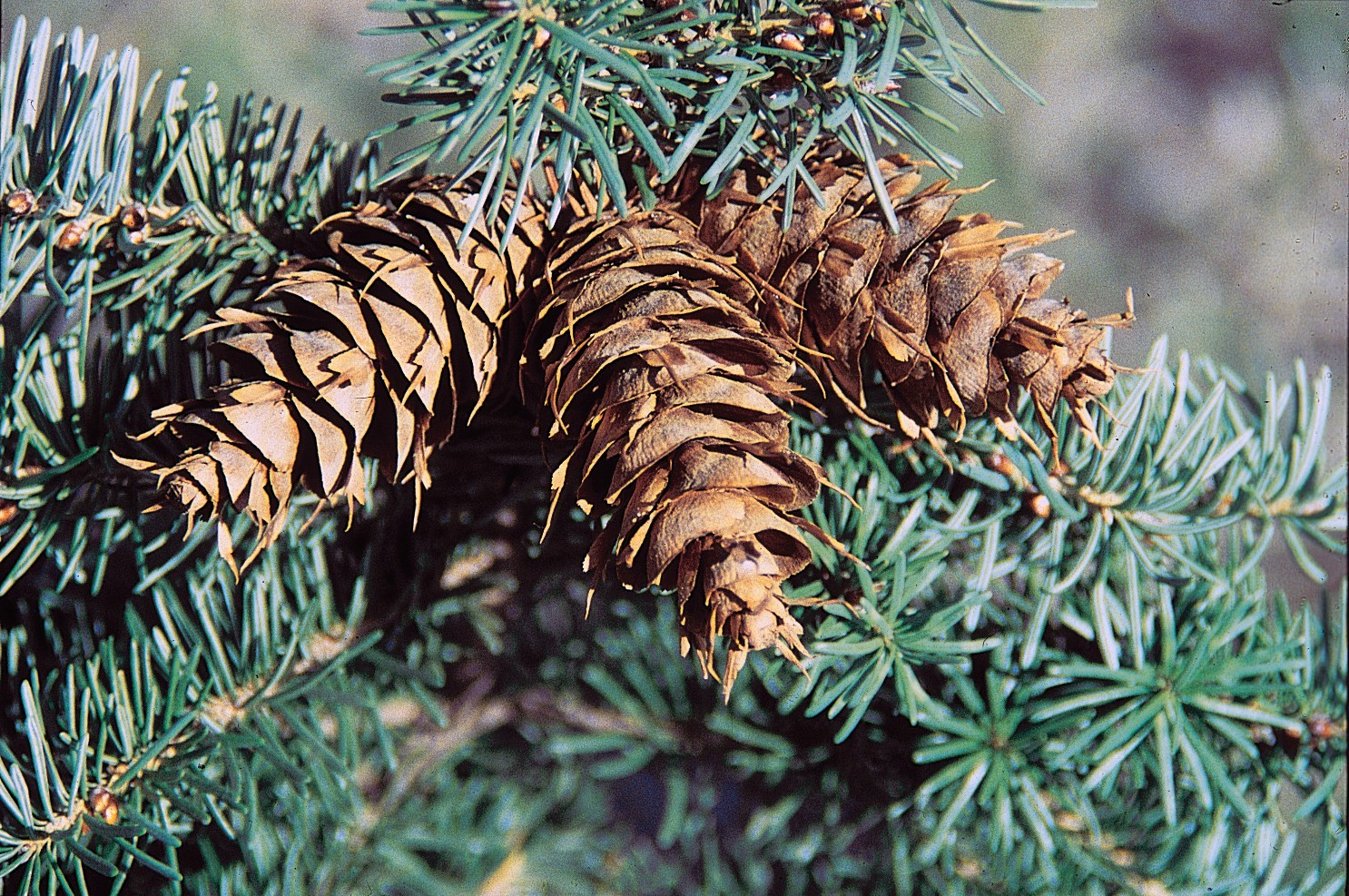
Szyszki

PokrójDrzewo wolniej rosnące od jedlicy zielonej. Korona młodych drzew szerokostożkowata.
PieńOsiąga do 40–45 m wysokości i 90 cm w pierśnicy. Kora jest czarnobrązowa, nawet u młodych osobników bardzo szorstka.
LiścieIgły długości 2–3 centymetrów. Sztywne, srebrzystoniebieskie (nalot woskowy), po roztarciu wydziela się zapach terpentyny. Młode pędy szaro srebrne. Grzebieniasto umiejscowione.
Kwiaty żeńskieJaskrawoczerwone (u jedlicy zielonej są zielonkaworóżowe)
SzyszkiDługości 5–9 cm, brązowe, na krótkich trzoneczkach. Łuski okrywowe (wspierające) są odgięte lub nieodgięte zależnie od formy.

## Zmienność
W ujęciu traktującym odmianę w randze podgatunku wyróżniono w jego obrębie dwie odmiany geograficzne:
- var. glauca – występuje w Górach Skalistych na południe od Montany sięgając do Meksyku. Igły szaroniebieskie, długości 2-2,5 cm. Łuski wspierające wystające i zwykle odgięte ku szczytowi szyszki.
- var. caesia (Schwer.) Franco – daglezja szarozielona, daglezja błękitna – występuje w północnej części Gór Skalistych w stanie Kolumbia Brytyjska. Od formy typowej różni się bardziej gładką, i bardziej szarą korą. Igły ciemnoszaro-zielone do zielonych, 2-2,5 cm długości. Szyszki mniejsze niż w formie typowej, podobne do var. glauca – też z silnie wystającymi choć nieodgiętymi łuskami wspierającymi.

W ujęciu uznającym daglezję siną za odmianę ww. taksony uznawane są za jej synonimy.